# Altenfurt
Altenfurt is een plaats in de Duitse gemeente Neurenberg, deelstaat Beieren.

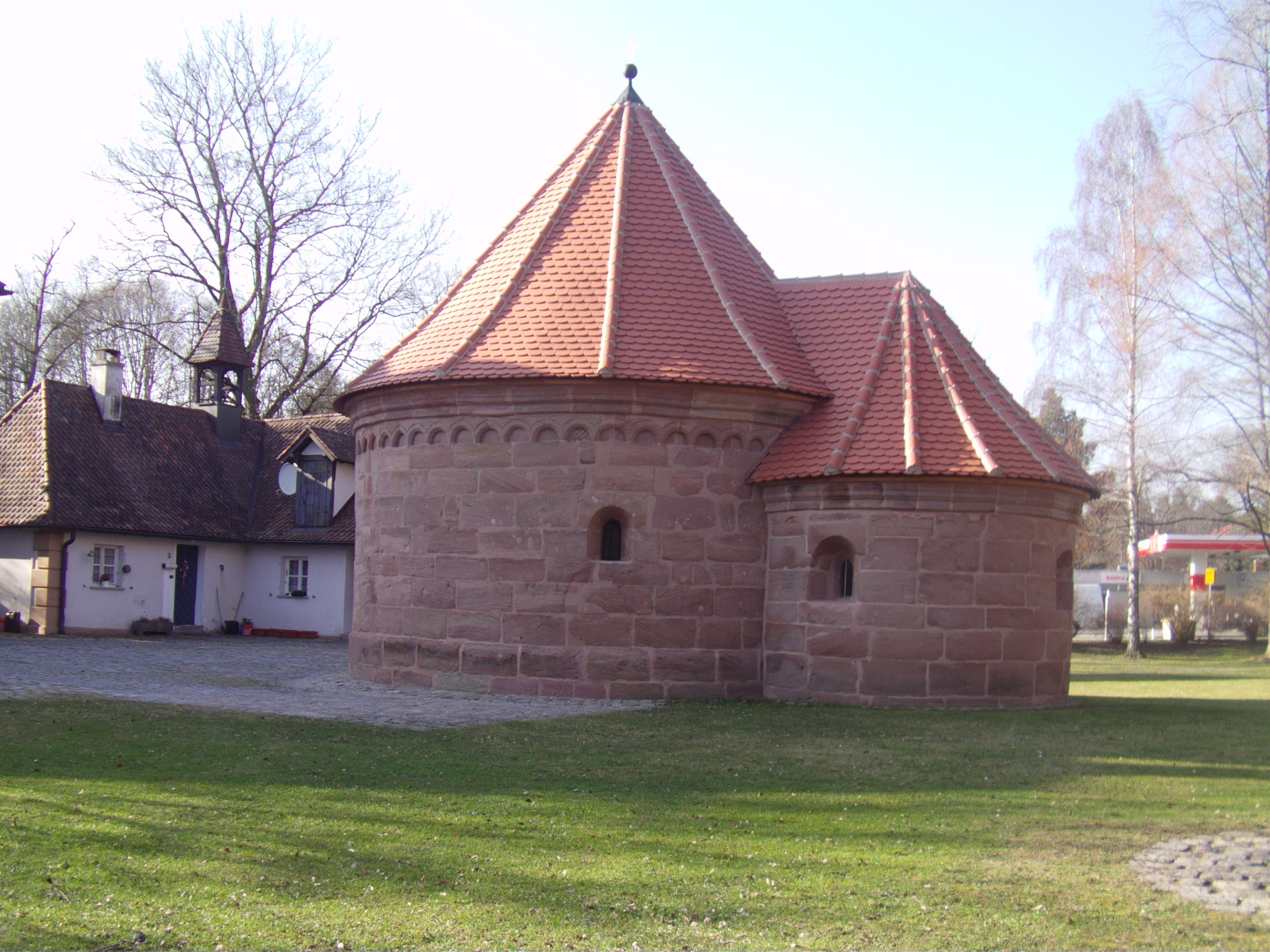